# Varietat completa
En matemàtiques, una varietat completa (o una varietat geodèsicament completa) M és una varietat (pseudo)riemanniana en la qual, començant per un punt p qualsevol, hi ha camins rectes que s'estenen infinitament en totes les direccions.
Formalment, una varietat {\displaystyle M} és (geodèsicament) completa si per tota geodèsica maximal {\displaystyle \ell :I\to M}, es dóna que {\displaystyle I=(-\infty ,\infty )}. Una geodèsica és maximal si no es pot estendre el seu domini.
Equivalentment, {\displaystyle M} és (geodèsicament) completa si per tot {\displaystyle p\in M}, l'aplicació exponencial en {\displaystyle p} és definida en {\displaystyle T_{p}M}, tot l'espai tangent a {\displaystyle p}.

## Teorema de Hopf-Rinow
El teorema de Hopf-Rinow dóna una caracterització alternativa a la completesa geodèsica. Sigui {\displaystyle (M,g)} una varietat riemanniana connexa i sigui {\displaystyle d_{g}:M\times M\to [0,\infty )} la seva funció distància riemanniana.
El teorema de Hopf-Rinow afirma que {\displaystyle (M,g)} és (geodèsicament) complet si i només si satisfà una de les següents condicions equivalents:
- L'espai mètric {\displaystyle (M,d_{g})} és complet (tota successió de Cauchy segons {\displaystyle d_{g}} convergeix),
- Tots els subconjunts tancats i fitats de {\displaystyle M} són compactes.

## Exemples
L'espai euclidià {\displaystyle \mathbb {R} ^{n}}, l'esfera {\displaystyle \mathbb {S} ^{n}}, i els tors {\displaystyle \mathbb {T} ^{n}} (amb les seves mètriques riemannianes naturals) són tots ells varietats completes.
Totes les varietats riemannianes compactes i totes les varietats homogènies són geodèsicament completes. Tots els espais simètrics són geodèsicament complets.

### Contraexemples

El pla sense l'origen no és geodèsicament complet perquè la geodèsica maximal amb condicions inicials, no té domini.

Un exemple simple d'una varietat no completa és el pla sense origen {\displaystyle \mathbb {R} ^{2}\smallsetminus \lbrace 0\rbrace } (amb la seva mètrica induïda). Les geodèsiques que passen per l'origen no poden ser definides en la recta sencera. Aplicant el teorema de Hopf–Rinow, es pot observar alternativament que no és un espai mètric complet: qualsevol seqüència en el pla que convergeixi a l'origen és una successió de Cauchy en el pla sense origen que no convergeix en un punt de l'espai.
Existeixen varietats pseudo-riemannianes (però no riemannianes) compactes que no són geodèsicament completes. Un exemple d'això és el tor de Clifton-Pohl.
En la teoria de la relativitat general, que descriu la gravetat en termes d'una geometria pseudo-riemanniana, sorgeixen molts exemples importants d'espais geodèsicament incomplets, com ara forats negres sense càrrega ni rotació o cosmologies amb un Big Bang. El fet que tals incompleteses siguin en certa manera genèriques en la relativitat general es demostra en els teoremes de la singularitat Penrose-Hawking.

## Extensibilitat
Sigui {\displaystyle M} una varietat geodèsicament completa, llavors {\displaystyle M} no és isomètric a cap altre subvarietat pròpia oberta de cap altre varietat riemanniana. L'invers no sempre és cert.